# Jacek Yerka
Jacek Yerka (né en 1952 à Toruń) est un artiste peintre polonais dont les tableaux relèvent du surréalisme et dont l'univers visuel peut aussi se rattacher au courant du réalisme magique.

## Vie et œuvre
Yerka commence par étudier l'art à l'université, mais ensuite, il étudie directement les maîtres de l'Europe du Nord, Jan van Eyck, Dirk Bouts, Robert Campin, Hieronymus Bosch, et des surréalistes comme Magritte.
Il fait sa première peinture un an avant d'entrer au collège, quand il commence à étudier les arts graphiques. Ses professeurs essayent de l'amener à peindre dans le style abstrait le plus contemporain et à s'écarter de sa fascination pour le réalisme. Il considère ceci comme une tentative d'étouffer son propre style créatif et s'obstine à refuser de suivre la ligne. Finalement, ses professeurs cèdent.
Ses peintures sont à l'acrylique sur toile et soigneusement détaillées, utilisant des images de son enfance, y compris la cuisine de sa grand-mère. Il intègre aussi des animaux étranges et des paysages fantastiques. Il a dit : 
« Pour moi, les années 1950 sont une sorte d'Âge d'or... Si je devais, par exemple, peindre un ordinateur, il aurait, sans aucun doute, une esthétique d'avant-guerre. »
Les œuvres de Yerka ont été exposées à Varsovie, Dusseldorf, Los Angeles, Paris et Londres. Ses œuvres se trouvent aussi dans les musées d'art polonais.

## Postérité
Le compositeur norvégien Martin Romberg a composé en 2008 un morceau pour piano intitulé Tableaux Fantastiques, d'après dix tableaux de Yerka.